# Burgdorf
Burgdorf é uma comuna da Suíça, no Cantão Berna, com cerca de 15.568 habitantes. Estende-se por uma área de 15,60 km², de densidade populacional de 998 hab/km². Confina com as seguintes comunas: Heimiswil, Kirchberg, Krauchtal, Lyssach, Mötschwil, Oberburg, Rüti bei Lyssach, Wynigen. 
A língua oficial nesta comuna é o Alemão.